# Gnophos luticiliata
Gnophos luticiliata är en fjärilsart som beskrevs av Hugo Theodor Christoph 1887. Gnophos luticiliata ingår i släktet Gnophos och familjen mätare. Inga underarter finns listade i Catalogue of Life.